# 메카 기중기 붕괴 사고
메카 기중기 붕괴 사고는 2015년 9월 11일 사우디아라비아 메카 마스지드 알하람에서 공사를 하기 위해 세워져 있던 기중기가 붕괴되어 적어도 107명이 사망하고 238명이 부상을 입힌 사고가 발생하였다.

## 같이 보기
- 메카
- 사우디 빈라덴 그룹
- 2015년 하즈 압사 사고